# キャサリン・マンスフィールド
キャサリン・マンスフィールド（Katherine Mansfield, 本名：Kathleen Mansfield Beauchamp, 1888年10月14日 - 1923年1月9日）は、ニュージーランド出身の作家である。「意識の流れ」を重視した作家のひとりとされる。
ニュージーランド生まれとしては最も有名な作家で、主にイギリスで作品を発表した。病のため短い作家生命に終わったが、中流階級の家庭に起きるささいな事件とそれにまつわる人間心理の機微を描いて高く評価されている。その描写には作家本人の孤独、疾病、嫉妬が反映されていると共に、アントン・チェーホフの影響が強い。

## 生涯

### 生まれ
キャサリン・マンスフィールドはニュージーランド、ウェリントンの裕福な家庭に生まれた。父方の祖父はニュージーランドの国会議員、父親は銀行家、母親も良い家柄の出だった。幼年期を送った現ウェリントン郊外のカロリ(Karori) は田舎で、後にその頃のことを「いつも何かを書いていたと思います。戯言めいたことですよ。でも、戯言でもなんでも書いている方が、ずっと、ずっとよかった。そうしなければ何もなかったから」と語っている。9歳の時に初めて自分の文を出版している。1903年にロンドンの Queen's College に入学、1906年にニュージーランドの郷里の家に帰り音楽を志した（彼女は才能あるチェリストでもあった）が、プロへの道は父親の反対により諦めることとなった。田舎の偏狭な生活に倦んだ彼女は、友人のとりなしによって二年後にロンドンに戻ることができた。それ以降二度と故国の土を踏むことはなかった。
父親からの経済的援助を受けながら彼女は短編をものし、ロンドンの文化サークルに属するようになった。そこで同時代の作家、例えばD・H・ローレンス、ヴァージニア・ウルフに出会った。彼女の作品は若干の出版社から興味をもたれ、1911年に最初の短編集 In a German Pension を出版、その際 Katherine Mansfield を筆名とした。

### 失意
この作品が売れなかったことに落胆したマンスフィールドは、間借り人の一人であった社会主義者・文芸批評家ジョン・ミドルトン・マリー (John Middleton Murry) と同棲するようになる。最初の出版の後、1918年の第二短編集 Prelude までの間、鬱状態に沈んだマンスフィールドは作品を書き続けたものの殆ど出版しなかった。1917年には結核を発病し、更に健康状態を害していった。欧州の温泉保養地を転々としながらの闘病生活中に書き始めた作品が、マンスフィールドの名を高からしめることとなる。

### 珠玉の作品群
1920年に短編集 Blissが出版された。表題作の Bliss は夫の不貞に直面した同じような性格の女性を描き、評論家の絶賛を浴びた。続く短編集 The Garden Party （1922年）も同様の高い評価を得た。この中に収載された、パリの観察と簡単な娯楽だけの儚い生を送る虚弱な女性を描いた甘辛い物語の Miss Brill によって、マンスフィールドはモダニズム時代における極めて優れた作家と見なされることとなる。
晩年のマンスフィールドはフォンテーヌブローの「人の調和的発展研究所」（神秘主義者グルジェフが設立した）で、ひとりぼっちで執筆活動を続けた。題材はきまって自分のルーツ、自分の幼い時代のことだった。更に詩集を1冊、短編集を1冊出版した後、1923年、34歳の誕生日ののち程なく喀血を起こし帰らぬ人となった。彼女の遺体はフランス、アヴォン（セーヌ＝マリティーム県のコミューン）の墓地に埋葬されている。最期の言葉は「私は雨が好き。この顔で雨を感じたい。」 ("I love the rain. I want the feeling of it on my face.") であった。

### 失った愛
短い一生の間にマンスフィールドは多くの愛を失っている。1906年に帰郷した際、恋愛関係をもち、その後も音楽家のガーネット・トローウェル (Garnett Trowell) と恋に落ち子供を宿すが、流産してしまう。1909年にはジョージ・ブラウン (George Brown) と結婚したものの、結婚生活は数日間で破局に至った。マンスフィールドはオペラのエキストラとして各地を巡った。1910年、ロンドンに帰ってきた時には性病（梅毒）に感染しており、この病は以後彼女の身体を苛んだ。ジョージ・ブラウンと離婚し同棲していたマリーと結婚したのは1918年。新しい夫が浮気に走った1921年には浮気自体よりも、夫宛のラブレターに噛み付いている。「私が主人と一緒のあいだに、こんな恋文を送るのはやめることね。そんなの、この世ですることじゃありませんから。」 ("I am afraid you must stop writing these love letters to my husband while he and I live together. It is one of the things which is not done in our world."  （Princess Bibescoへの手紙より, 1921）。また第一次世界大戦がマンスフィールドから弟を奪ったのは1915年のことだった。ただ一人の弟の死はマンスフィールドに大きな影響を与え、以後の作風にも変化が見られた。弟の死を夢で見たのち、マンスフィールドは次のような奇怪な詩を書いている。
By the remembered stream my brother stands

Waiting for me with berries in his hand ...

'There are my body, Sister, take and eat.'

記憶の流れの淵に弟が佇んでいる

自分の手にベリーをのせて、待っている…

「姉さん、これがぼくの体だよ。食べてくれない？」

### おくれて来た栄光
ヴァージニア・ウルフは早くからマンスフィールド作品からの影響を認め、「私に嫉妬心を抱かせる唯一の作品」とさえ言っていた。死の報に接し、ウルフは When I began to write, it seemed to me there was no point of writing. Katherine wont read it. （キャサリンがこれを読むことはないのだと考えると、原稿用紙に向かっても、なんだか無駄な気がしてならない。）と嘆いた。
晩年に多くの名作を残したために、マンスフィールドの散文と詩の多くは生前には出版されなかった。妻の死を看取った夫、ジョン・ミドルトン・マリーがそれらを編集し、出版した。彼の努力の結果、二冊の短編集 (Something Childish,1924, The Aloe, 1930) と三冊の未公開書簡集が出版され、9年後に未完作品を集めた巻が出版された。
キャサリン・マンスフィールドは当時最高級の短編作家の一人として名を馳せていた。 Miss Brill 、Prelude 、The Fly といった諸作は多くの輯に収められ、歴史を超えた傑作と評価されている。また、マンスフィールドは時代に先んじてロシアの劇作家アントン・チェーホフを尊敬し、チェーホフが用いたテーマや技法を自らの作品に用いている。惜しくも夭折した閨秀作家として、マンスフィールドは語り継がれていくことだろう。

## 年譜
- 1888年 10月14日にニュージーランドのウェリントンで生まれる。上に姉が二人、下に妹が二人弟が一人の六人姉弟の三女だった（妹の一人は死んだ）。
- 1903年-1906年 ロンドンのQueen's Collegeに入学。カレッジ誌に寄稿、編集にも関与する。
- 1907年 父親のニュージーランド銀行頭取 (Chairman of Directors) 就任に伴い一旦ニュージーランドに帰ったものの、ロンドンでの生活を望んだ。小品を Native Companion （メルボルン） で発表。North Island へのキャラバン隊に参加。その時の経験は The Nrewara Notebook としてまとめられた。
- 1908年 ロンドンに戻る。
- 1909年 George Charles Bowden（1877-1975）と結婚するも、以前より惹かれていた Garnet Trowell（バイオリン奏者） の元に身を寄せる。Trowell はオペラの巡業中であった。妊娠し母親に連れられてバイエルンに行ったが、子供は生まれなかった。
- 1910年 ロンドンに戻り、バイエルンでのスケッチを New Age に発表。この時点で淋病に罹患していた。
- 1911年 出版社 Stephen Swift より In a German Pension 発売。作家ジョン・ミドルトン・マリーと出会う。
- 1912年 マリーと同棲。Rhythm 誌の副編集長に。
- 1913年 Rhythm誌の後継誌Blue Reviewが 第三巻をもって廃刊。D・H・ローレンス及び後にその妻となるフリーダと知遇を得る。マンスフィールドはフリーダから後に贈られた結婚指輪を終生離すことがなかった。
- 1914年 マリー破産。第一次世界大戦勃発。
- 1915年 咳が始まる。マリー、ローレンスと Signature を始める。弟がフランスでの練兵中に事故で死亡。イギリスにいたたまれなくなり、マリーと共にフランスのバンドール（ヴァール県のコミューン）に。
- 1916年 弟の死を嘆きながらも、大いに創作に励んだ。四月、ロンドンに戻る。ヴァージニア・ウルフ、T・S・エリオット、バートランド・ラッセルらと知り合う。
- 1917年  New Age に再度作品を発表するようになる。十二月、ヴァージニア・ウルフの許を訪ねる。健康状態悪化し医師に転地療養を勧められる。
- 1918年 単身渡仏しバンドールを訪ねる。これによって更に健康を害し、二月には初めての喀血。ロンドンへの帰国を試みるも捕えられ、三週間にわたって砲声下のパリに留められた。五月、マリーと結婚。Prelude、Bliss 出版。結核療養所への入所を勧められる。
- 1919年  マリー、Athenaeum の編集長に。マンスフィールドは毎週この雑誌に小説のレビューを書くことになった。転地療養のためイタリア・リヴィエラに。
- 1920年 マントンに移る。Athenaeum に最後のレビューを書く。The Daughters of the Late Colonel を完成。
- 1921年 マリーと共にスイスに。At the Bay、The Garden Party を初めとする珠玉の作品群を書いた。
- 1922年 パリでManoukhin博士の治療を受けたがはかばかしい効果がなかった。スイスに戻り、最後の完成作品 The Canary を書く。公式の遺書を書くためにロンドンに戻り、そこからパリ近郊のフォンテーヌブローにある神秘思想家グルジェフの学院に訪れたが、彼女が結核の末期にあったため、グルジエフは彼女が学院に滞在することを最初は断るが、それによる彼女の落胆ぶりを見て、彼女からの再度の願いを受けてこれを認めた[1]。
- 1923年 1月9日、手紙で呼び出されたマリーが到着したその日の夜、最後の喀血。34歳没（マンスフィールドがそこで死を迎えた怪しい学院という、悪意ある風評にもさらされるようになった）。ちなみに、1926年にグルジェフの最初の妻と、プリオーレに暮らしていたグルジェフの母も同時期になくなると、二人はフォンテーヌブローに隣接するアヴォンの墓地で、マンスフィールドの眠るそばに葬られた。

（この部分の資料は Katherine Mansfield Selected Stories (Oxford university press) ISBN 0-19-283986-1）

## 記念館
- キャサリン・マンスフィールド記念館 - 大正大学文学部教授の大澤銀作が福島県泉崎村に開いた記念館。
- キャサリン マンスフィールド生家記念館 (Katherine Mansfield Birthplace) - ウェリントンの名所の一つである。

## 著作
- In a German Pension, 1911
- Prelude, 1918
- Bliss, and Other Stories, 1920
- Garden Party, and Other Stories, 1922 - includes the stories 'Prelude' and 'Je ne parle pas francais'
- Poems, 1923
- The Dove's Nest, and Other Stories, 1923
- Something Childish, and Other Stories, 1924
- The Journal of Katherine Mansfield, 1927 (ed. by J.M. Murry)
- The Letters of Katherine Mansfield, 2 vols., 1928-1929 (ed. by J.M. Murry)
- The Aloe, 1930
- Stories by Katherine Mansfield, 1930
- Novels and Novelists, 1930
- The Scrapbook of Katherine Mansfield, 1939
- Collected Stories, 1945
- Katherine Mansfield's Letters to J. Middleton Murry, 1951
- Journal of Katherine Mansfield, Definitive Edition, 1954
- The Critical Writings of Katherine Mansfield, 1987
- The Collected Letters of Catherine Mansfield: 1918-1919, 1987
- The Collected Letters of Catherine Mansfield: 1920-1921, 1996 (vol. 4)
- The Garden Party: The Collected Short Stories of Katherine Mansfield (vol. 2), 2000
- The Dove's Nest: The Collected Short Stories of Katherine Mansfield (vol. 3), 2000

## 主な邦訳書
- 『アロエ』、宗洋訳、春風社、2023年。ISBN 978-4861108372
「アロエ」「ケザイアとトゥイ」「パットのこと」

### 短編集
- 『マンスフィールド短編集』、安藤一郎訳、新潮文庫、1957年、改版2008年。ISBN 978-4102048016
「園遊会」「パーカーおばあさんの人生」「新時代風の妻」「理想的な家庭」「声楽の授業」「小間使」「ブリル女史」「大佐の娘たち」「初めての舞踏会」「若い娘」「船の旅」「鳩氏と鳩夫人」「見知らぬ者」「祭日小景」「湾の一日」の15篇を収録[2]。
- 『マンスフィールド短篇集 幸福・園遊会 他十七篇』、崎山正毅、伊澤龍雄訳、岩波文庫、1969年。ISBN 978-4003225615
「幸福」「園遊会」「ロザベルの疲れ」「新しい服」「小さい女の子」「子供らしいが とても自然な」「風が吹く」「音楽の授業」「鳩の夫婦」「理想的な家庭」「船旅」「入り海」「人形の家」「初めての舞踏会」「マリッジ・ア・ラ・モード」「一杯の茶」「尼になって」「蠅」「カナリヤ」の19篇を収録[3]。
- 『マンスフィールド短篇集』、西崎憲編訳、ちくま文庫、2002年。ISBN 978-4480037862
「風が吹く」「ガーデン・パーティー」「少女」「幸福」「見知らぬ人」「パール・ボタンはどんなふうにさらわれたのか」「ミス・ブリル」「ある上流婦人のメイド」「郊外のフェアリー・テール」「一杯のお茶」「人形の家」「姫茴香風味のピクルス」「船の旅」「入江にて」の14篇を収録[4]。
  - 新版『郊外のフェアリーテール　キャサリン・マンスフィールド短篇集』、西崎憲編訳、亜紀書房、2022年。ISBN 978-4750517353 - 「父親と娘たち」を追加・全15篇
- 『キャサリン・マンスフィールド傑作短篇集 不機嫌な女たち』、芹澤恵訳、白水社、2017年。ISBN 978-4560099100
「幸福」「ガーデン・パーティー」「人形の家」「ミス・ブリル」「見知らぬ人」「まちがえられた家」「小さな家庭教師」「船の旅」「若い娘」「燃え立つ炎」「ささやかな過去」「一杯のお茶」「蠅」の13篇を収録[5]。

### 全集ほか
- 『マンスフィールド全集』全3巻、黒澤茂訳、垂水書房、1961年
- 『マンスフィールド全集』、大澤銀作、相吉達男、河野芳英、柴田優子訳、新水社、1999年。ISBN 978-4883850044
- 『窓から見た夢　新編マンスフィールド詩集』、大八木敦彦訳・解説、舷燈社、2000年
- 『マンスフィールドの日記』、J.M・マリ編、大澤銀作訳、文化書房博文社、1993年
- 『マンスフィールドの手紙』、J.M・マリ編、大澤銀作・柴田優子訳、文化書房博文社、1996年

文化書房博文社で、大澤銀作訳を軸に、伝記・回想、研究を多く出版